# فرودگاه کرویدون
فرودگاه کرویدون (به انگلیسی: Croydon Airport) یک فرودگاه همگانی است . این فرودگاه در شهر لندن کشور انگلستان قرار دارد .